# 名偵探的守則
《名偵探的守則》是日本作家東野圭吾的短篇推理小說集，也是「天下一大五郎系列」的第一本小說。《名偵探的守則》單行本由講談社在1996年發行，1999年7月講談社發行文庫本，解說是：。2009年改編成電視劇，由松田翔太主演天下一大五郎。

## 出版書籍
| 出版社      | 出版日期      | 格式   | 頁數  | ISBN                   | 譯者   |
| ----------- | ------------- | ------ | ----- | ---------------------- | ------ |
| 講談社      | 1996年2月     | 單行本 | 307頁 | ISBN 978-4-06-207400-1 | 不適用 |
| 講談社      | 1998年4月5日  | 新書判 | 348頁 | ISBN 978-4-06-182015-9 | 不適用 |
| 講談社      | 1999年7月15日 | 文庫本 | 348頁 | ISBN 978-4-06-264618-5 | 不適用 |
| 全力出版社  | 2007年2月20日 | 平裝書 | 320頁 | ISBN 978-957-295-609-0 | 林依俐 |
| 南海出版社  | 2010年3月     | 平裝書 | 230頁 | ISBN 978-754-424687-3  | 岳遠坤 |
| 獨步文化    | 2010年4月2日  | 平裝書 | 272頁 | ISBN 978-986-656-251-8 | 林依俐 |
| 朝鮮 (地區) | 2010年4月16日 | 平裝書 | 372頁 | ISBN 978-899-098237-7  |        |

## 書籍評價
- 1997年 第18回 「吉川英治文學新人獎」候補
- 1997年 「週刊文春推理小說 Best 10」第8名（與森博嗣的《全部成為F》同獲第8名）
- 1997年 「這本推理小說真厲害！」第3名
- 1997年 「本格推理小說 Best 10」第6名

出道以來長年作品滯銷的作者東野憑本作獲得自《放學後》以來久違的大熱，並在「這本推理小說真厲害!」1997年排行榜中大躍進地獲得了第三名。另外雖然未能獲獎，但也成為了第18屆「吉川英治文學新人獎」的候選，可說是作者的代表作之一。

## 故事簡介
採用台灣全力出版社的翻譯。
- 楔子
- 第一章 密室宣言—犯罪詭計之王
- 第二章 意料之外的犯人—WHODOUNIT
- 第三章 孤立宅邸的理由—封閉的空間
- 第四章 最後的一句話—死前留言
- 第五章 不在場宣言—時刻表詭計
- 第六章 「花樣粉領族氤氳溫泉鄉殺人事件」論—兩小時單元劇
- 第七章 切斷的理由—分屍命案
- 第八章 詭計的真相—???
- 第九章 要殺趁現在—童謠殺人
- 第十章 不公平的範本—推理的誡則
- 第十一章 禁忌—無頭屍體
- 第十二章 談到凶器—殺人手段
- 尾聲
- 最後的選擇 名偵探在那之後

## 登場人物
※關於天下一大五郎、大河原番三請參看「天下一大五郎系列－登場人物」。

## 電視劇
2009年4月17日至6月19日每週禮拜五23:15～24:10（日本標準時）在朝日電視台「週五晚間連續劇」時段播出。台灣緯來日本台以「天下一名偵探」的名稱，在2009年10月29日首播。

### 主演
電視版的設定將大河原所屬的縣警本部搜査一課改成警視廳搜査一課。天下一和大河原以外的登場人物為電視版原創。
- 天下一大五郎（23）：松田翔太
- 大河原番三（45）：木村祐一
- 藤井茉奈（23）：香椎由宇
- 森山瑞希（25）：金智順
- 植松慶太（17）：入江甚儀
- 旁白：中村育二

### 製作人員
- 劇本：大石哲也、山岡真介、鎌田智惠
- 導演：宮下健作、常廣丈太、七高剛
- 音樂監修：山岡晃（科樂美數位娛樂）
- 總製作人：五十嵐文郎（朝日電視台）
- 製作人 ：關拓也（朝日電視台）、高野涉（朝日電視台）
- 協力製作人：菊池誠（as birds）
- 副導演：加藤伸一（as birds）
- 製作協力：as birds
- 製作公司：朝日電視台

### 主題歌
- 馬場俊英（日本華納音樂）

### 各集列表
| 第一章                                             | 2009年4月17日 | 密室宣言                    | 密室宣言               | 10.8% |
| 第二章                                             | 2009年4月24日 | 凶器の話                    | 凶器篇                 | 10.0% |
| 第三章                                             | 2009年5月1日  | ダイイングメッセージ        | 死前訊息               | 8.5%  |
| 第四章                                             | 2009年5月8日  | フーダニット                | 誰是兇手               | 9.5%  |
| 第五章                                             | 2009年5月15日 | アリバイ宣言                | 不在場宣言             | 9.7%  |
| 第六章                                             | 2009年5月22日 | 殺すなら今                  | 要殺就趁現在           | 9.9%  |
| 第七章                                             | 2009年5月29日 | トリックの正体              | 圈套的真相             | 9.5%  |
| 第八章                                             | 2009年6月5日  | 花のOL湯けむり温泉 殺人事件 | 花美人霧氣溫泉殺人事件 | 9.4%  |
| 第九章                                             | 2009年6月12日 | アンフェアの見本            | 不公平的樣品           | 7.6%  |
| 最終章                                             | 2009年6月19日 | 最後の選択                  | 最終的選擇             | 9.8%  |
| 平均收視率 9.47%（Video Research對關東地區的調查） |               |                             |                        |       |

## 電視節目的變遷
| 日本朝日電視台系列 週五晚間連續劇 星期五 23:15至24:10 | 日本朝日電視台系列 週五晚間連續劇 星期五 23:15至24:10 | 日本朝日電視台系列 週五晚間連續劇 星期五 23:15至24:10 |
| ----------------------------------------------------- | ----------------------------------------------------- | ----------------------------------------------------- |
|                                                       | 名偵探的守則 （2009.4.17 - 2009.6.19）                |                                                       |
| 音樂孩子王 （2009.1.16 -2009.3.13）                   | 女僕刑事 （2009.6.26-2009.9.11）                      |                                                       |

| 臺灣緯來日本台 星期一至星期五 晚間8點 | 臺灣緯來日本台 星期一至星期五 晚間8點    | 臺灣緯來日本台 星期一至星期五 晚間8點 |
| ------------------------------------- | ---------------------------------------- | ------------------------------------- |
|                                       | 天下一名偵探 （2009.10.29 - 2009.11.11） |                                       |
| 推理遊戲 （2009.10.15 - 2009.10.28）  | 暴走兄妹 （2009.11.12 - 2009.11.25）     |                                       |

## 外部連結
- （繁體中文）博客來網路書店 名偵探的守則 （页面存档备份，存于）
- （简体中文）豆瓣讀書：名偵探的守則 （页面存档备份，存于）
- （繁體中文）緯來日本台官方網站－天下一名偵探 （页面存档备份，存于）